# Lindsey Stirling
Lindsey Stirling (Santa Ana, 21 september 1986) is een Amerikaanse violiste, danseres, performancekunstenares en  componiste. Ze maakt choreografieën voor haar eigen viooloptredens, zowel live als de video's die gevonden kunnen worden op haar YouTubekanaal Lindsey Stirling, dat ze in 2007 begon. In 2010 was Stirling kwartfinalist bij America's Got Talent. Daarna zette zij video's op YouTube waardoor zij bekend werd als popvioliste.

## Biografie
Stirling werd geboren in Santa Ana en groeide op in Gilbert, Arizona. Ze verhuisde naar Provo (Utah) om film te studeren aan de Brigham Young-universiteit. Ze ging door naar New York voor een missie voor de Kerk van Jezus Christus van de Heiligen der Laatste Dagen. In 2009 keerde Stirling terug naar Provo om recreational therapy de studeren aan de BYU. Ze bleef daar tot december 2012, daarna verhuisde ze terug naar Arizona. In 2015 heeft ze deze studie afgerond.
Stirling begon met vioolspelen op haar zesde, nadat haar vader haar kennis liet maken met de klassieke muziek. Ze nam twaalf jaar privélessen. Op haar 16e werd ze lid van een rockband op Mesquite High School genaamd "Stomp on Melvin" met vier vrienden. In deze band schreef Stirling een solovioolrocknummer, en haar optreden hielp haar om de Arizona's Junior Miss te winnen en de Spirit Award in de America's Junior Miss. Stirling was ook lid van de Charlie Jenkins Band.
In 2010, op haar 23e, nam Stirling deel aan het vijfde seizoen van America's Got Talent, waar ze omschreven werd als "hiphopvioliste". Stirlings optredens werden goed beoordeeld door zowel de jury als het publiek, maar ze ging onderuit in de kwartfinale. Jurylid Piers Morgan zei: "Je hebt talent, maar niet genoeg om door de lucht te vliegen en tegelijkertijd viool te spelen." Sharon Osbourne reageerde met: "Je moet onderdeel uitmaken van een groep. Wat jij doet is niet genoeg om een theater in Las Vegas te vullen". In haar blog zei Stirling: "Ik was verslagen door de kritieken. Het was pijnlijk en gênant. Ik moet opnieuw leren waar ik mijn kracht vandaan haal." Stirling ging door met haar unieke stijl van optreden, voornamelijk op YouTube. In een interview in 2012 zei ze: "Veel mensen hebben me verteld dat de stijl die ik heb en de muziek die ik maak onverkoopbaar is. Maar de enige reden dat ik toch succesvol ben is omdat ik trouw aan mezelf gebleven ben."

## Discografie

### Albums
- 2010: Lindsey Stomp (ep)
- 2012: Lindsey Stirling
- 2014: Shatter Me
- 2016: Brave Enough
- 2017: Warmer in the Winter
- 2019: Artemis
- 2022: Snow Waltz
- 2024: Duality

### Singles
- 2011: On the Floor - Take Three
- 2011: River Flows in You
- 2011: Electric Daisy Violin
- 2011: Zelda Medley
- 2011: Silent Night
- 2011: Celtic Carol
- 2011: Don´t Carry it All (met Shaun Barrowes)
- 2011: Spontaneous Me
- 2011: Transcendence
- 2011: By No Means (met Eppic)
- 2011: Party Rock Anthem (met Jake Bruene, Frank Sacramone)
- 2012: Good Feeling
- 2012: Shadows
- 2012: Zi-Zi's Journey
- 2012: Anti Gravity
- 2012: Elements (Orchestral Remix)
- 2012: Lord of the Rings Medley
- 2012: Crystallize
- 2012: Skyrim (met Peter Hollens)
- 2012: We Found Love (met VenTribe)
- 2012: Starships-Nicki Minaj (met Megan Nicole)
- 2012: Phantom of the Opera
- 2012: Come with Us (met Can't Stop Won't Stop)
- 2012: Grenade (met Alex Boyé)
- 2012: Game of Thrones (met Peter Hollens)
- 2012: Elements
- 2012: Moon Trance
- 2012: Assassin's Creed III
- 2012: Song of the Caged Bird
- 2012: Good Feeling Violin Remix
- 2012: What Child Is This
- 2012: Lying (met Justin Williams)
- 2012: A Thousand Years (met Kurt Schneider, Aimée Proal)
- 2013: Some Kind of Beautiful (met Tyler Ward)
- 2013: Thrift Shop (met Tyler Ward, Samuel Ameglio)
- 2013: Daylight (met Tyler Ward, Chester See)
- 2013: I knew You were Trouble (met Tyler Ward, Chester See)
- 2013: Mission Impossible (met The Piano Guys)
- 2013: Radioactive (met Pentatonix)
- 2013: Halo Theme (met William Joseph)
- 2013: My Immortal
- 2013: Star Wars Medley (met Peter Hollens)
- 2013: Pokémon Dubstep Remix ( met Kurt Hugo Schneider)
- 2013: All of me (met John Legend)
- 2014: Stars Align
- 2014: Beyond The Veil
- 2014: Shatter Me (met Lzzy Hale)
- 2014: Child Of Light
- 2014: Master Of The Tides
- 2014: Roundtable Rival
- 2014: Dragon Age
- 2014: Take flight
- 2014: Heist

8* 2014: V-pop
- 2014: Mirror Haus
- 2014: Night vision
- 2014: We are Giants (met Dia Frampton)
- 2014: Swagg
- 2014: Eclipse
- 2014: Ascendance
- 2014: Sun Skip
- 2014: Take Flight (Orchestral Version)
- 2014: Transcendance (Orchestral version)
- 2015: Senbonzakura
- 2015: Bright (met Sydney Sierota van Echosmith)
- 2015: Hallelujah
- 2016: Dying For You (met Otto Knows en Alex Aris)
- 2016: The Show Must Go On (met Céline Dion)
- 2016: The Arena
- 2016: Something Wild (met Andrew McMahon uit de film Peter en de Draak)
- 2016: Prism
- 2016: Hold my Heart (met ZZ Ward)
- 2017: Love's just a Feeling (met Rooty)
- 2017: Lost Girls
- 2017: the Forgotten City of RIMe
- 2017: Mirage (met Raja Kumari)
- 2017: Warmer in the Winter Tease
- 2017:  Dance of the Sugar Plum Fairy
- 2017: Carol of the Bells
- 2017:  Christmas C'mon ( Becky G)

- Bibliothèque nationale de France: cb16908656r (data)
- Gemeinsame Normdatei: 1051413613
- International Standard Name Identifier: 0000 0004 0314 2012
- Library of Congress Control Number: no2013048044
- MusicBrainz: 53e40f93-f4af-4f8c-819c-7bbe4b6f0a1c
- Nationale Bibliotheek van Tsjechië: xx0172426
- Nederlandse Thesaurus van Auteursnamen: 391526502
- Virtual International Authority File: 299593991
- WorldCat: E39PBJvtdvP7CMYfQCRrtFtxjC